# Мельбурн Вікторі
«Ме́льбурн Ві́кторі» (англ. «Melbourne Victory FC») — австралійський футбольний клуб з міста Мельбурна. Заснований у 2004 році.

## Досягнення
- Переможець регулярного чемпіонату A-Ліги: 2006/07, 2008/09, 2014/15
- Переможець плей-оф A-ліги: 2007, 2009, 2015, 2018
- Володар Кубка Австралії: 2015, 2021

### Склад
Дійсний на 1 Липня 2013.

| №  | Поз. | Нац.        | Гравець                         |
| -- | ---- | ----------- | ------------------------------- |
| 1  | ВР   | Австралія   | Натан Коу                       |
| 2  | ЗХ   | Австралія   | Метью Фошіні                    |
| 3  | ЗХ   | Кот-д'Івуар | Адама Траоре                    |
| 5  | ПЗ   | Австралія   | Марк Мілліган (Vice-Captain)    |
| 6  | ПЗ   | Австралія   | Лі Броксхам                     |
| 7  | ПЗ   | Бразилія    | Гільєрме Фінклер                |
| 8  | ПЗ   | Маврикій    | Джонатан Бру                    |
| 10 | НП   | Австралія   | Арчі Томпсон (2nd Vice-Captain) |
| 14 | ПЗ   | Австралія   | Біллі Селескі                   |
| 16 | НП   | Австралія   | Тео Маркеліс                    |
| 17 | ПЗ   | Австралія   | Джеймс Джегго                   |

| №   | Поз. | Нац.      | Гравець               |
| --- | ---- | --------- | --------------------- |
| 18  | ПЗ   | Австралія | Francesco Stella      |
| 20  | ВР   | Австралія | Lawrence Thomas       |
| 22  | НП   | Австралія | Джессі Макарунас      |
| 23  | ЗХ   | Австралія | Адріан Леєр (Captain) |
| 24  | ЗХ   | Австралія | Нік Анселл            |
| 26  | НП   | Австралія | Ендрю Набут           |
| 30  | ЗХ   | Австралія | Джейсон Герія         |
| 31  | ЗХ   | Австралія | Скотт Галлоуей        |
| TBD | ПЗ   | Австралія | Мітч Ніколс           |
| TBD | НП   | Австралія | Коннор Пеін           |